# 西宮永村
西宮永村（にしみやながむら）は、福岡県山門郡にあった村。現在の柳川市の一部。

## 地理
沖端川の下流左岸に位置し、柳川城南の城堀の南から有明海までの地域であった。

## 歴史
- 1889年（明治22年）4月1日 - 町村制の施行により、山門郡吉富村、弥四郎村、上宮永村が合併して村制施行し、西宮永村が発足[1][2]。
- 1951年（昭和26年）4月1日 - 山門郡柳河町、城内村、沖端村、東宮永村、両開村と合併して柳川町を新設して廃止された[1][2]。